# Richárd Weisz
Richárd Weisz (* 30 de abril de 1879 en Budapest - 4 de diciembre de 1945) era un luchador húngaro y levantador de pesas.  Fue campeón olímpico en lucha libre estilo grecorromano en los Juegos de 1908 en Londres, en la división de peso pesado.

## Carrera como luchador
Richárd Weisz comenzó en 1896 en Budapest con la gimnasia pesada. Esto significa que él está al lado de los anillos con el levantamiento de pesas empleadas, ya que era a menudo el caso en los primeros años de los deportes modernos.  Él era un miembro de un club húngaro deportivo de 1908, luego se trasladó a MTK Budapest. 
Bajo la tutela de Janos Weigand se convirtió en un atleta muy fuerte que siempre se inicia en el peso pesado.  Debe tenerse en cuenta que el límite de peso estaba en su día, a menudo determinado por la competencia de manera diferente a la competencia.  A veces, el énfasis se inició a los 75 kg y en los Juegos Olímpicos de 1908, por ejemplo, solo un 93 kg de peso. 
En la lucha libre fue Richárd Weisz en 1903 el primer campeón de peso pesado de Hungría en estilo grecorromano, que estaba en ese momento en Europa, excepto en los países anglosajones, solo luchaban.  Él repitió este éxito en el año 1911 y diez veces más.  En 1912 fue sustituido como el húngaro Tibor Fischer campeón peso pesado de la lucha libre. 
En 1904 compitió en los campeonatos del mundo en Viena.  Él lo derrotó en el peso pesado Henri Baur y Charles Höltl de Austria, pero perdió a Anton Schmitz , también austriaco.  Con esta derrota, se retiró de la competición.  Como era costumbre en aquellos tiempos, solo los tres primeros clasificados fueron determinados.  Después de las reglas de hoy, Richard Weisz sería el 9. 
En 1910 Richárd Weisz comenzó en los Juegos Olímpicos de Atenas (interludios conocidos).  Su colocación no se registra como él no era uno de los tres medallistas.  Ganó allí Søren Jensen Marinus de Dinamarca antes de Henri Baur y Marcel Dubois, ambos de Bélgica. 
En 1908 estuvo en los Juegos Olímpicos de Londres en el estilo grecorromano en la salida.  Estos Juegos Olímpicos se celebraron por primera vez en dos competiciones de estilos, estilo libre y el estilo greco-romano.  Richard Weisz entregó tres victorias para ganar la medalla de oro .  Venció a Alexander Petrov, un estudiante de 23 años de edad, de San Petersburgo , y los dos daneses Carl Jensen y Søren Jensen Marinus. 
En los Juegos Olímpicos de 1912 en Estocolmo, Richárd Weisz no estaba en el principio.  Después de su carrera como luchador fue Richárd Weisz propietario en  Budapest y luego maestro de ceremonias. 

## El levantamiento de pesas
Desde el levantamiento de pesas Richárd Weisz solo se sabe que fue en los años 1905 a 1908 campeón de peso pesado húngaro.  Cuando en 1905 ganó el campeonato de levantamiento de pesas por primera vez en Hungría, que fue organizado. 